# Estradiol
Estradiol, E2 (łac. estradiolum) – organiczny związek chemiczny, sterydowy hormon płciowy. Jest podstawowym, naturalnym estrogenem. Z chemicznego punktu widzenia jest steroidem, pochodną estranu.
Odpowiedzialny za rozwój żeńskich narządów rozrodczych, rozrost błony śluzowej macicy, reguluje cykl płciowy i ma wpływ na zachowanie seksualne. W fazie pęcherzykowej wytwarzany jest głównie w jajnikach przez wzrastające pęcherzyki Graafa. W fazie ciałka żółtego wydzielany w bardzo niewielkiej ilości przez ciałko żółte. Produkowany jest także w korze nadnerczy, a podczas ciąży w łożysku.

## Działania estradiolu w układzie rozrodczym
- Srom – rozwój warg sromowych większych i mniejszych, duże stężenia tego hormonu powodują brunatne przebarwienie warg sromowych.
- Pochwa – dojrzewanie komórek nabłonka pochwy, pobudzenie w nich podziałów komórkowych, zwiększenie złuszczania komórek kwasochłonnych, zmiana kwasowości środowiska pochwy (niższe pH).
- Szyjka macicy – relaksacja włókien mięśniowych i rozszerzenie kanału szyjki macicy, śluz szyjkowy staje się przejrzysty i rozciągliwy (krystalizuje się na kształt paproci), wzrasta zawartość soli nieorganicznych w śluzie.
- Endometrium – rozrost błony śluzowej.
- Myometrium – przerost (hipertrofia) istniejących włókien mięśniowych i tworzenie nowych (hiperplazja), przekrwienie warstwy mięśniowej, zwiększenie pobudliwości skurczowej macicy.
- Jajowód – pobudzenie nabłonka migawkowego do wzrostu, zwiększenie perystaltyki jajowodów.
- Jajniki – rozwój i dojrzewanie pęcherzyków jajnikowych, synteza receptorów dla LH i FSH w komórkach pęcherzyków.
- Gruczoł mlekowy – rozrost podścieliska (tkanki łącznej włóknistej i tkanki tłuszczowej), pobudzenie rozrostu komórek pęcherzyków i przewodów wyprowadzających.

## Działania estradiolu poza układem rozrodczym
- Układ nerwowy – zwiększenie libido, wpływ na ośrodek termoregulacji – podwyższenie jego punktu nastawczego (obniżenie temperatury ciała).
- Wątroba – zwiększenie produkcji białek, wpływ na gospodarkę lipidową i węglowodanową.
- Tkanka kostna – przyspieszenie kostnienia chrząstek nasadowych kości długich.
- Układ krwionośny – wpływ na obniżenie ciśnienia tętniczego krwi, ochrona integralności ściany naczyń krwionośnych, poprawa ukrwienia mięśnia sercowego.
- Układ wydalniczy – efekt antydiuretyczny w nerkach (zatrzymanie wody i sodu w organizmie).
- Skóra i tkanki podskórne – zwiększenie turgoru skóry, hamowanie wydzielania łoju.

## Preparaty proste
- Estrofem – 2 mg, tabletki powlekane (Novo Nordisk)
- Estrofem mite – 1 mg, tabletki powlekane (Novo Nordisk)

Lek Estrofem jest przeznaczony do stosowania wyłącznie u kobiet po menopauzie. Jednocześnie jest używany w hormonalnej terapii zastępczej. W przypadku stwierdzenia ciąży w okresie stosowania leku, należy natychmiast przerwać leczenie i skontaktować się z lekarzem. Kategoria X – nie stosować w ciąży i okresie karmienia piersią.